# Ängsögrundet
Ängsögrundet är en ö i Finland. Den ligger i Bottenhavet och i kommunen Närpes i landskapet Österbotten, i den västra delen av landet. Ön ligger omkring 83 kilometer söder om Vasa och omkring 320 kilometer nordväst om Helsingfors.
Öns area är 46,5 hektar och dess största längd är 1,5 kilometer i nord-sydlig riktning.